# Lorik Minassian
Lorik Minassian (arménien : Լորիկ Մինասեան, persan : لوریک میناسیان), Arménienne d'Iran, est une actrice de théâtre, télévision et cinéma.

## Biographie
Lorik Minasian Hospian est née le 18 janvier 1944 à Tabriz ou à Téhéran selon les sources. Elle est la fille de l'acteur Arman Hospian.
Elle débute au théâtre dans la troupe Ararat de Shahin Sarkissian, le fondateur du nouveau théâtre iranien, puis avec le metteur en scène et dramaturge Arby Ovanessian. Elle joue das des pièces d'Arthur Schnitzler et Vahan Mirakian. Elle a croisé Ali Nassirian[réf. nécessaire].
Elle travaille d'ensuite dans le domaine du théâtre pour enfants et continuera d'enseigner aux enfants tout en menant sa carrière au cinéma,.
Elle commence sa carrière cinématographique avec le film Pardehe Akha de Varouj Karim Masihi. Elle est nommée pour le prix de la meilleure actrice dans un second rôle au festival du film de Fajr pour le film Être ou ne pas être de Kyanoush Ayari,. 
Elle travaille avec Dariush Arjmand, Kyanoush Ayari, Marzieh Boroumand, Farimah Farjami, Jamshid Hashempour (en), Varuzh Karim-Masihi (en), Niku Kheradmand (en), Mahaya Petrosian, Saeed Poursamimi.
Lorik Minasian est également active à la télévision et apparaît dans plusieurs séries, dont Detective Shamsi and Her Assistant Madame de Marzieh Boroumand,.
La cérémonie de son enterrement a eu lieu à Holy Mother of God Church, Tehran (en) et de nombreuses personnalités étaient présentes, dont Marzieh Boroumand, Bahman Mofid, Soroush Sehhat et Ezzatollah Zarghami. Elle est inhumée au cimetière arménien de Nor Burastan.
Elle est la mère de l'architecte Armen Minassian.

## Galerie

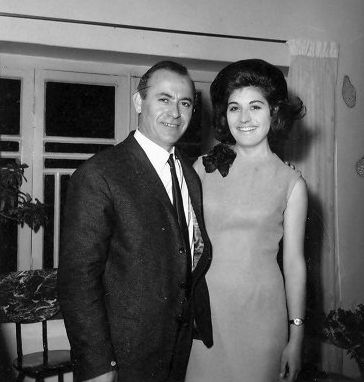
Lorik Minassian et son père Arman
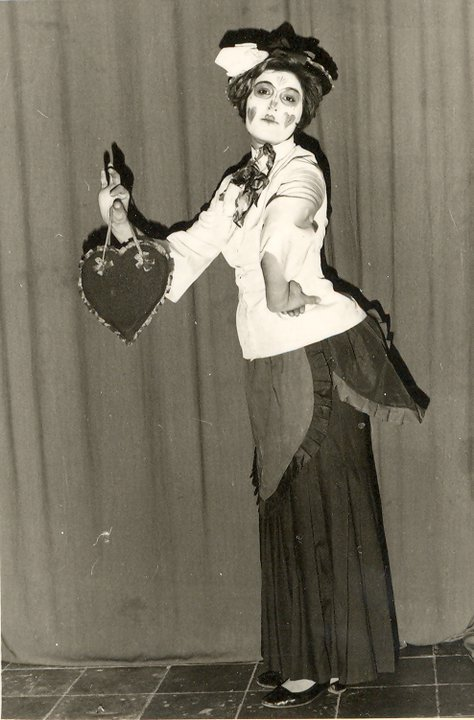
Lorik Minassian

## Filmographie sélective
- 1991 : Pardehe Akhar de Varuzh Karim-Masihi
- 1998 : Être ou ne pas être de Kyanoush Ayari
- 1998 : The Changed Man (en) de Mohammad Reza Honarmand
- 1999 : The Girl in the Sneakers (en) de Rasul Sadr Ameli
- 2000 : Smell of Camphor, Scent of Jasmine (en) de Bahman Farmanara
- 2003 : My Duckling de Amir Feizi